# Щоголев Сергій Іванович
Сергій Іванович Щоголев — солдат Збройних сил України, учасник російсько-української війни.

## Життєпис
Народився 26 квітня 1975 року в селі Вири Сарненського району Рівненської області.
Після закінчення школи здобув спеціальність тракториста-машиніста в Рокитнянському професійно-технічному училищі №  7. В 1999 році переїхав до села Нова Басань. До початку повномасштабного російського вторгнення працював у Києві на фабриці з виготовлення меблів. 
З вересня 2022 року, по травень 2023 року проходив службу у 58-окремій мотопіхотній бригаді. 
З кінці травня 2023 року проходив службу у 8-му окремому гірсько-штурмовому батальйоні 10-ї окремої гірсько-штурмової бригади. 
Загинув 1 квітня 2024 року в районі села Спірне Бахмутського району Донецької області.

## Нагороди
- Хрест бойових заслуг (17 червня 2024, посмертно) — за особисту мужність, виявлену у захисті державного суверенітету та територіальної цілісності України, самовіддане виконання військового обов'язку[1].
- Почесний нагрудний знак «Хрест хоробрих» (лютий 2024) — за вагомий особистий внесок у забезпечення суверенітету і територіальної цілісності України, особисту мужність та героїзм проявлену при виконанні бойових завдань.
- Медаль «За поранення» (жовтень 2023) — за особисту мужність і героїзм, самовіддані дії у захисті державного суверенітету і територіальної цілісності України, зразкове виконання військового обов'язку в умовах, пов’язаних із ризиком для життя.